# Apoprogones hesperistis
Apoprogones hesperistis är en fjärilsart som beskrevs av George Francis Hampson 1903. Apoprogones hesperistis ingår i släktet Apoprogones och familjen Sematuridae. Inga underarter finns listade i Catalogue of Life.